# اقتصاد المخدرات في لبنان
يشير اقتصاد المخدّرات في لبنان إلى المشاركة اللبنانية المتزايدة في إنتاج المخدرات وتجارتها. وكما توضح دراسة أجراها مركز المعلومات الأوروبي الخليجي قد دفعت الاضطرابات الاقتصادية والسياسية في لبنان، حيث تشكل المخدرات مصدر دخل كبير، دفعت حزب الله إلى تكثيف مشاركته في اقتصاد المخدرات. وتقدر وكالات الاستخبارات الغربية أن لبنان ينتج أكثر من 4 ملايين رطل من الحشيش و20 ألف رطل من الهيروين سنويا، مما يحقق أرباحا تتجاوز 4 مليارات دولار أميركي. وفقًا لصحيفة واشنطن بوست، تساهم صناعة المخدرات في لبنان بشكل كبير في اقتصاد البلاد، حيث تمثل أكثر من نصف أرباح البلاد من النقد الأجنبي.
وفي حين يُبقى على جزء من حصاد المخدرات في لبنان لاستهلاكه من قبل نحو 40 ألفاً من مدمني المخدرات المحليين، يتم تهريب نحو ثلاثة أرباعه إلى مصر وإسرائيل وأوروبا وأميركا الشمالية. وقال مسؤولون في الولايات المتحدة إن نحو 2500 رطل من الهيروين اللبناني يجد طريقه إلى شوارع الولايات المتحدة كل عام، وهو ما يشكل نحو خمس إجمالي الهيروين الذي يدخل البلاد. ويتم تهريب جزء كبير من الهيروين المتبقي إلى أوروبا الغربية، حيث يشكل أكثر من نصف كمية استهلاك الهيروين في القارة. يمثل حصاد الماريجوانا، الذي يتم معالجته وتحويله إلى حشيش، 75 بالمائة من الاستهلاك العالمي.
كشف السفير السعودي في لبنان وليد بخاري، عن محاولات لتهريب 600 مليون حبة مخدرة من لبنان إلى السعودية بين عامي 2015 و2021. وأضاف أن كمية المخدرات المهربة من لبنان كافية "لإغراق ليس السعودية فحسب، بل والعالم العربي بأكمله". ومنذ تسعينيات القرن الماضي، برز تهريب المخدرات كمصدر رئيسي للدخل لنظام الأسد في سوريا وحليفه حزب الله. المخدر الرئيسي المتداول هو الكبتاجون، وهو أحد عناصر مجموعة الأمفيتامين المعروفة باسم "مخدر الجهاد"، بسبب استخدامه من قبل الجماعات المتطرفة في سوريا، بما في ذلك تنظيم الدولة الإسلامية.

## تاريخ

### خمسينيات وستينيات القرن العشرين
بدأت زراعة الماريجوانا في لبنان منذ أجيال قبل إعلان استقلاله في عام 1943. وحسب بعض المصادر كان مركز صناعة المخدرات في مزرعة تقع على بعد حوالي 30 كيلومتراً من العاصمة بيروت وبالقرب من الحدود السورية.
خلال الخمسينيات والستينيات من القرن العشرين، اعتبرت إدارة مكافحة المخدرات الأميركية (DEA) والوكالات السابقة لها أن لبنان يعد أحد أهم المواقع لإنتاج وتهريب الحشيش والأفيون على مستوى العالم. ويشير أحد المصادر إلى أن هذه الصفقات ربما ساهمت بنحو الثلث أو أكثر في الناتج المحلي الإجمالي للبنان.
وبحسب جوناثان مارشال الخبير الأميركي بقضايا المخدرات، فإن جميع كبار المسؤولين الحكوميين تقريباً، وموظفي الجمارك، وكبار موظفي الأمن، والشخصيات التجارية، وكبار ملاك الأراضي في لبنان ــ وخاصة في منطقة البقاع ــ كانوا مرتبطين بتجارة المخدرات، وكان العديد منهم يحصلون على دخول كبيرة منها. ويؤكد مارشال أن هذا "الاقتصاد الأسود" قد لعب دورًا مهمًا في التنمية الاقتصادية في لبنان وبروزه كمركز تجاري إقليمي.

### صناعة المخدرات في لبنان خلال الحرب الأهلية (سبعينيات وثمانينيات القرن العشرين)
شهدت صناعة المخدرات في لبنان توسعاً كبيراً خلال الحرب الأهلية اللبنانية (1975-1990). فبعد شهر واحد من اندلاع الحرب الأهلية، عثرت الشرطة الألمانية على نحو ثلاثة أطنان من الحشيش اللبناني. وكانت هذه أكبر عملية ضبط للمخدرات في تاريخ ألمانيا.
وبحلول عام 1977، كان المزارعون اللبنانيون يزرعون الماريجوانا على مساحة تزيد عن 10 آلاف فدان من حقول القنب تقدر قيمتها بنحو مليار دولار، لتصل بحلول نهاية الحرب الأهلية (1990) إلى 125 ألف فدان، أو 49% من أراضي شمال البقاع. ومع تقدم الحرب، تقدمت صناعة المخدرات أيضًا. ففي عام 1976، سيطر الجيش السوري على منطقة البقاع، وبحلول عام 1982، وتحت أعين الجيش السوري ، غطت حقول الماريجوانا ما يقارب 90 في المائة من المنطقة.
وفي منتصف ثمانينيات القرن العشرين، بدأت حقول الخشخاش تحل محل حقول الماريجوانا، وبدأ إنتاج الهيروين، حيث وصلت تجارته إلى مليارات الدولارات. وبحسب حسن مخلوف في كتابه "ثقافة المخدرات والاتجار بها في لبنان"، فإن مختبرات سرية كانت تقوم بمعالجة ليس فقط الهيروين، بل وأيضاً الكوكايين الكولومبي ، مما ساهم في توسع سوق المخدرات في لبنان. بلغت قيمة الإنتاج المقدرة 6 مليارات دولار، لتصل في النهاية إلى 150 مليار دولار، حيث ربحت الأطراف المشاركة في التجارة مبلغا يقدر بنحو 500 مليون دولار إلى مليار دولار سنويا. اكتسب هذا المنتج الزراعي شعبية كبيرة بسبب قيمته العالية وأصبح التهريب أسهل بسبب وزنه الأخف، مما أدى إلى زيادة عائدات المخدرات بشكل كبير. ووفقًا للخبيرة الفرنسية إليزابيث بيكار، كانت النخبة السياسية في لبنان متورطة بشكل مباشر في هذه الصناعة.
ومع ضعف سلطة الحكومة في لبنان، أصبح الماريجوانا والأفيون مصدرين مهمين للدخل بالنسبة لمختلف الميليشيات والفصائل السياسية. زادت عمليات الاتجار خلال فترة الحرب، حيث استغل الناس الوضع.
ومع اقتراب الحرب الأهلية من نهايتها، وصف مكتب شؤون المخدرات الدولية التابع لوزارة الخارجية الأميركية لبنان بأنه المركز الرئيسي لمعالجة وشحن المواد الأفيونية في الشرق الأوسط، وخاصةً من عام 1985 إلى عام 1987. وفي عام 1988، بلغ إنتاج الهيروين نحو عشرة أطنان.
وفي ثمانينيات القرن العشرين، لعبت سوريا، التي كان لها وجود عسكري كبير في لبنان، وخاصة في وادي البقاع، دوراً محورياً في السيطرة على تجارة المخدرات والاستفادة منها، وفقاً لصحيفة واشنطن بوست. وكان ضباط من الجيش والمخابرات السورية المتمركزون في البقاع متورطين بشكل مباشر أو غير مباشر في عمليات الاتجار، مما أدى إلى مكاسب مالية كبيرة. وقد أثيرت الشكوك حول تورط مسؤولين سوريين رفيعي المستوى.

### فترة ما بعد الحرب الأهلية (من التسعينيات إلى العقد الأول من القرن ال21)
بعد انتهاء الحرب الأهلية في لبنان، واجهت البلاد تحدي إعادة البناء. وبحسب تقرير أصدرته اتفاقية الأمم المتحدة لمكافحة الجريمة المنظمة عبر الوطنية، في عام 2007، شهد لبنان طفرة في صناعة إنتاج المخدرات. وفي أواخر الثمانينيات وأوائل التسعينيات، أصبح سهل البقاع، وخاصة الأجزاء الخاضعة لسيطرة سوريا، مركزاً لزراعة المخدرات. وأصبحت تجارة المخدرات مصدرا رئيسيا للدخل بالنسبة لمختلف الفصائل والميليشيات، التي استخدمت العائدات لتمويل أنشطتها العسكرية. ومع تأجّج الحرب الأهلية بسبب عائدات المخدرات، برز لبنان كلاعب مهم في سوق المخدرات العالمية. ولم تصبح تجارة المخدرات شريان حياة اقتصادي للعديد من المجموعات فحسب، بل ساهمت أيضًا في زعزعة استقرار المنطقة.
وفي منتصف تسعينيات القرن العشرين، عززت سوريا سيطرتها على لبنان، وخاصة في وادي البقاع، حيث تركزت محاصيل المخدرات. وشاركت الحكومة السورية، إلى جانب مختلف الفصائل والميليشيات، بشكل مباشر أو غير مباشر في تجارة المخدرات. وشهدت هذه الفترة تصاعداً في تورط ضباط الجيش والمخابرات السورية في تجارة المخدرات. وتمتد مشاركة الجيش السوري من ابتزاز الأموال من مزارعي المخدرات إلى التهريب المستقل لكميات كبيرة من الحشيش والهيروين إلى الغرب. خلال هذه الفترة تم تهريب جزء كبير من حصاد المخدرات إلى مصر وإسرائيل وأوروبا وأميركا الشمالية. وقد لوحظ أن الهيروين اللبناني، على وجه الخصوص، يشكل نسبة كبيرة من الهيروين الذي يدخل الولايات المتحدة وأوروبا الغربية.
في بداية العقد الأول من القرن الحادي والعشرين، شهد لبنان تحولاً في ديناميكيات تجارة المخدرات. وقد بذل المسؤولون المسيحيون اللبنانيون جهوداً للفت الانتباه إلى هذه القضية، وتم توجيه الاستفسارات إلى مكتب مكافحة المخدرات اللبناني ليتمكنوا من إلقاء نظرة على مدى انتشار الاتجار بالمخدرات.

### فترة ما بين 2010-2020

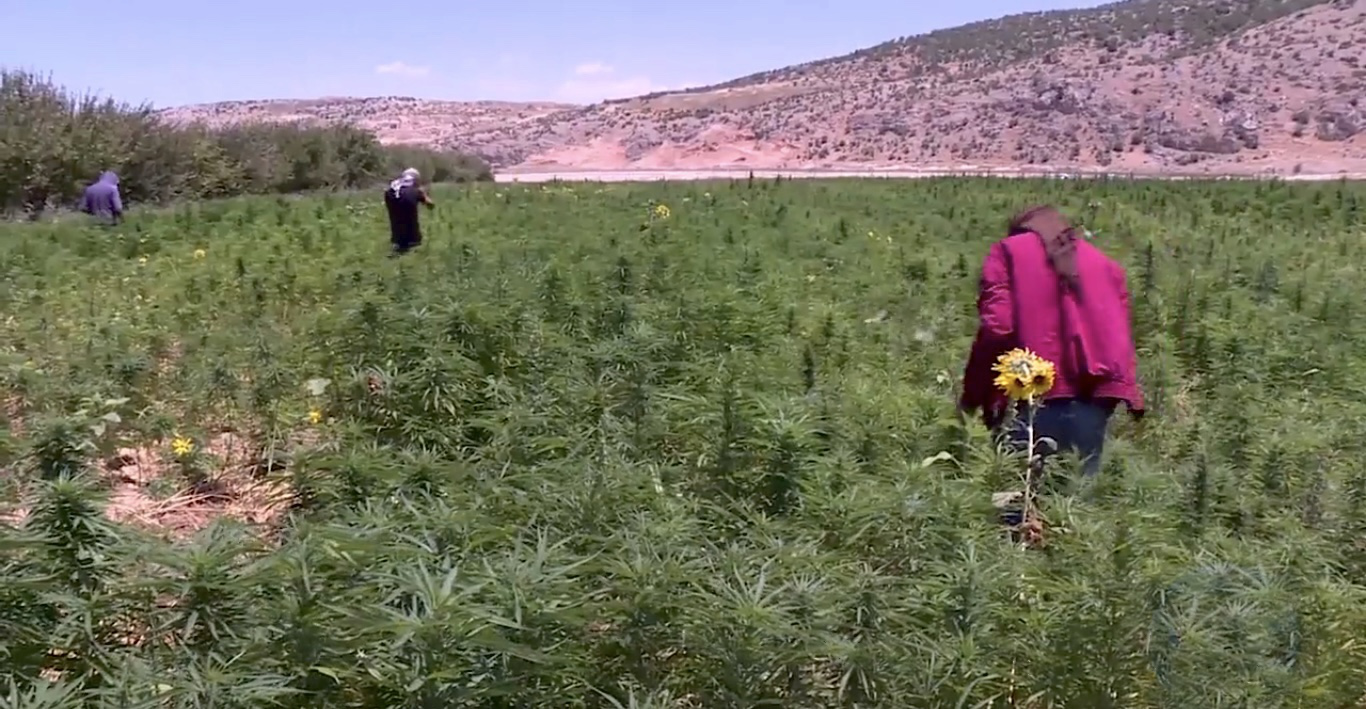
مزارعون يحصدون الماريجوانا في سهل البقاع

وعلى الرغم من الجهود المبذولة لمعالجة هذه القضية، فإن استمرار عجز الحكومة عن السيطرة بشكل فعال على منطقة البقاع المنتجة للمخدرات في لبنان، إلى جانب كفاحها المستمر لإغلاق مصانع الكبتاجون غير المشروعة في جميع أنحاء البلاد، يسمح باستمرار تجارة المخدرات. في عام 2016، قُدِّرَت قيمة تجارة الكبتاجون في لبنان بأكثر من مليار دولار. وخلال الفترة من 2019 إلى 2021، لوحظت زيادة في الزراعة. ويرجع ذلك إلى تفاقم الأزمة الاقتصادية، ونقص إنفاذ القانون، وسعي المزارعين إلى تحقيق دخل كبير.
وفي نيسان/أبريل 2020، أقر البرلمان اللبناني قانوناً يشرع زراعة القنب عندما يحتوي على أقل من 1% من مادة THC للأغراض الطبية والصناعية. وأشار التشريع أيضًا إلى المعايير التي تهدف إلى منع الأفراد ذوي السجلات الإجرامية من الحصول على التراخيص. ويقول المنتقدون أن هذا القانون سمح لمعظم المزارعين بمواصلة إنتاجهم وتوسيع الصناعة.
وفي 15 حزيران\يونيو 2021، أحبطت قوى الأمن الداخلي اللبنانية محاولة تهريب 37.2 كيلوغراما من حبوب الكبتاجون إلى السعودية عبر مطار رفيق الحريري الدولي في بيروت . كانت الحبوب مخبأة داخل علبة مضخات مياه كهربائية. وفي وقت لاحق من ذلك الشهر، كشفت السلطات السعودية في ميناء جدة عن عملية كبرى أخرى لضبط المخدرات، حيث ضبطت ما يقدر بنحو 14 مليون حبة كبتاجون. وقيل إنها أرسلت من لبنان مخبأة داخل صفائح حديدية. كما ضبطت السلطات اللبنانية كمية من حبوب الكبتاجون كانت متجهة أيضا إلى المملكة العربية السعودية في وقت لاحق من نفس العام. وذكرت قوات الأمن الداخلي أنه تم في ذلك العام ضبط كمية 17.4 كيلوغراما، ما يعادل 100 ألف حبة مخدرة.
أما جائحة كوفيد-19 فقد ساهمت في زيادة الضغوط المالية في المنطقة. ووفقًا لتقرير الصحة العامة الصادر عن منظمة PLOS Global Public Health، فإن نتيجة للتحديات الاقتصادية التي تواجهها المنطقة المسماة سياسة الجوار الأوروبي الجنوبية، فقد توسع فيها اقتصاد المخدرات، ليس فقط نتيجة لزيادة الطلب على المواد غير المشروعة، ولكن أيضًا من خلال زيادة المشاركين في الاتجار وإنتاج وبيع المواد غير المشروعة. في لبنان، على سبيل المثال، يبدو أن بعض المزارعين قد تحولوا من زراعة المحاصيل القانونية إلى زراعة القنب لتوفير دخل ثابت.
خلال هذه الفترة، كان أبرز من قبض عليه في قضية المخدرات من قبل السلطات اللبنانية في البقاع هو حسن دقو، المعروف أيضاً باسم "ملك الكبتاغون". وتقول التقارير إن دقو كان متورطاً مع حزب الله، وكان يدير أعمالاً تجارية في طفيل، وهي بلدة تقع على الحدود مع سوريا ويسيطر عليها حزب الله. وتم تسليم دقو إلى الجيش اللبناني بسبب اتهامات رسمية بإنشاء مختبر للكبتاغون في المنطقة والإشراف على شبكة تهريب ترسل الحبوب إلى اليونان والمملكة العربية السعودية.
يوضح تقرير المخدرات العالمي لعام 2016 الصادر عن مكتب الأمم المتحدة المعني بالمخدرات والجريمة ، أنه على الرغم من أن لبنان تعتبر دولة تتورط بصورة مستمرة باقتصاد المخدرات، إلا أن ذلك لا يمثل سوى جزء بسيط من السوق العالمية هذه الأيام. وتشير التقارير إلى أنه خلال الفترة ما بين 2009 و 2014 ظل المغرب أكبر منتج لراتنج القنب في العالم، وتليها أفغانستان، وبدرجة أقل لبنان والهند وباكستان. ويتردد صدى هذا الاستنتاج في تقرير أسواق المخدرات في الاتحاد الأوروبي لعام 2016، واستراتيجية وزارة الخارجية الأميركية لمكافحة المخدرات الدولية لعام 2016. ولم يذكر التقرير لبنان إلا باعتباره "نقطة عبور" للحشيش وليس منتجاً له.
وتشير مسودة تقرير على موقع وزارة الصحة العامة بعنوان "استراتيجية الاستجابة المشتركة بين الوزارات لمكافحة تعاطي المخدرات في لبنان 2016-2021" إلى أن "كميات متزايدة من الهيروين تُزرع بشكل غير قانوني في البقاع". ومع ذلك، تقول الشرطة إن إنتاج الأفيون توقف في الغالب: "هناك بعض حقول الأفيون، لكننا نعمل على القضاء عليها بأسرع ما يمكن. إنتاج الأفيون في لبنان شبه معدوم". ولا تذكر تقارير الأمم المتحدة والولايات المتحدة والاتحاد الأوروبي أي شيء عن إنتاج الأفيون أو الهيروين في لبنان. ويقول التقرير الأميركي إن الهيروين يتم تهريبه عبر لبنان (دون ذكر منشأ أو وجهة للمادة غير المشروعة)، في حين أن الأمم المتحدة لا تذكر لبنان إلا كنقطة تهريب للكوكايين القادم من أميركا الجنوبية والمتجه إلى المنطقة وبقية آسيا.

## أساليب الاتجار بالمخدرات وآثاره
وبحسب تقرير صدر في يوليو/تموز 2023 عن المركز الأوروبي لرصد المخدرات والإدمان عليها والمكتب الاتحادي للشرطة الجنائية الألمانية، ينقل المتاجرون أقراصر الكبتاجون بشكل متزايد من الشرق الأوسط عبر الدول الأوروبية إلى شبه الجزيرة العربية. وأضاف التقرير أن تدفق المخدرات على نطاق واسع يشكل تحديا لمحاولات السلطات الأوروبية تفكيك شبكات الاتجار ومنع توزيع المواد المحظورة. علاوة على ذلك، تساهم المكاسب المالية من تجارة المخدرات في الجريمة الدولية وقد تكون مرتبطة بعمليات إجرامية أوسع نطاقاً.
كشف تقرير EEMCDDA لعام 2023 عن ضبط ما معدله 127 مليون قرص في الدول الأوروبية، مع تسجيل أكبر عملية ضبط في عام 2020 في إيطاليا. بالإضافة إلى ذلك، أفادت السلطات الهولندية باكتشاف موقع أو موقعين كبيرين لإنتاج الكبتاجون في هولندا.
ويشير التقرير إلى أن إنتاج وتهريب الكبتاجون يرتبط في أغلب الأحيان بالمواطنين السوريين واللبنانيين الذين يزورون الدول الأوروبية أو يعيشون فيها. ويشير التقرير إلى أن المجرمين الأوروبيين المرتبطين بتجارة المخدرات المحلية لا يبدو أنهم متورطون في هذا النشاط.
وتشير التقارير إلى أن غالبية كمية الكبتاجون يتم إنتاجها وتهريبها من سوريا ولبنان. أما السوق الاستهلاكية الرئيسية لهم فهي دول الخليج .
في كثير من الأحيان يتم نقل المخدرات عبر حاويات الشحن، ويتم إخفاؤها بين البضائع المشروعة. وعندما يتم نقل المخدرات من بلدان داخل المنطقة، ومن المنطقة إلى أسواق مخدرات أخرى، فإن الاتجار بها عادة ما يتم عن طريق حاويات تنقل عبر وسائط نقل متعددة. تحتوي الحاويات عادة على الكابتاجون من سوريا ولبنان والقنب من لبنان والمغرب وسوريا.
وعلى النقيض من ذلك، عندما يتم تهريب المخدرات إلى منطقة الجوار الأوروبي - الجنوب، كشفت السجلات في الغالب عن كميات كبيرة من الكوكايين التي يتم شحنها من أميركا الجنوبية أو الأدوية المحولة التي يتم شحنها من جنوب آسيا. بالإضافة إلى ذلك، فإن الاتجار عن طريق النقل الجوي والبحري التجاري يرتبط عمومًا بكميات أصغر، ولكن بمجموعة متنوعة أكبر، من المخدرات غير المشروعة.
في العام 2021، تزايدت عمليات التفتيش على تجارة المخدرات من لبنان، مما أدى إلى شن حرب على المخدرات. وقد أدى تورط حزب الله على ما يبدو في عمليات التهريب، إلى جانب التحديات الأوسع التي يواجهها لبنان، إلى توتر العلاقات مع دول الخليج، وإلى حظر إدخال المنتجات الزراعية اللبنانية إلى المملكة العربية السعودية.

## تورط حزب الله في صناعة المخدرات
شهدت الفترة التي تلت عام 2000 صعود حزب الله وتورطه في تهريب المخدرات. وبحسب مسؤولين سابقين وحاليين في أجهزة إنفاذ القانون الأميركية، فإن المجموعة كانت لها علاقات تاريخية بتجارة المخدرات غير المشروعة في منطقة البقاع في لبنان، حيث أصبحت أموال المخدرات مصدر دخل سابق ومهم بالنسبة لهم. وفي تلك الفترة، لجأ حزب الله في ظل الضغوط المالية الناجمة عن العقوبات والأزمات السياسية في لبنان، إلى تجارة المخدرات غير المشروعة كمصدر مهم للإيرادات. ولم تقتصر أنشطة حزب الله في التهريب على المخدرات، بل شملت أيضاً الموارد المدعومة ماليا في لبنان مثل الدقيق والوقود.
تمت أول صفقة تجارة مخدرات من قبل حزب الله في أوائل العقد الأول من القرن الحادي والعشرين، حيث كشفت عنها السلطات التي علمت بعمليات تجارة الكوكايين الدولية وغسيل الأموال التي قادها ممول حزب الله شكري محمود حرب. وسرعان ما امتدت روابط حزب الله وتم تحديدها في باراغواي وفنزويلا والإكوادور وبيرو وبوليفيا والأرجنتين والبرازيل وتشيلي.
تم نشر وثيقة تسجل اجتماعا للكونغرس عام 2013 وتجرم حزب الله. وفي نوفمبر/تشرين الثاني 2011، كان قد ألقي القبض على تاجر المخدرات اللبناني أيمن جمعة في الولايات المتحدة بعد اتهامه بتهريب الكوكايين وغسل الأموال لصالح حزب الله. وقد تم غسل ما يقدر ب200 مليون دولار شهريًا من خلال شبكته، والتي تضمنت شركاء وشركات في كولومبيا والولايات المتحدة والمكسيك وبنما وفنزويلا ولبنان. وحسب الوثيقة فإن أنشطة حزب الله في السنوات الأخيرة ترتبط بإيران، وتحديداً بالحرس الثوري الإيراني وفيلق القدس. ووصف مدير الاستخبارات الوطنية الأميركية في حينه العلاقة بين حزب الله وإيران بأنها "اتفاقية شراكة، حيث الإيرانيون هم الشريك الأبرز".
بالإضافة إلى ذلك، ووفقًا للوثيقة الصادرة عام 2013، اتُهم حزب الله بمحاولة غسل ما يقارب 70 مليون دولار من فنزويلا إلى ألمانيا في يناير\كانون الثاني 2013. وتضيف الوثائق أن أفراد حزب الله يديرون معسكرات تدريب وعمليات تهريب المخدرات في فنزويلا وبوليفيا وهندوراس ونيكاراغوا وحتى المكسيك. ولا يحتاج أفراد الحرس الثوري الإيراني، وفيلق القدس، وحزب الله إلى أن يقوموا بهذه العمليات بمفردهم، بل لهم العديد من الأصدقاء والحلفاء في العالم. ويعتبر الفنزويليون في ظل نظام تشافيز وخلفائه من أقرب حلفاء إيران. وتعتبر فنزويلا حليفًا وثيقًا لحزب الله وفقًا للتقرير، حيث ساعدته في غسل مئات الملايين من الدولارات سنويًا وتهريب المخدرات إلى الولايات المتحدة وحتى إلى الأسواق الأوروبية.
وتعتقد وكالات مكافحة المخدرات الأميركية والأوروبية أن حزب الله يستفيد من تجارة المخدرات. وفي عام 2020، أصدر اليوروبول تقريرا حذر فيه من أن أعضاء حزب الله يستخدمون المدن الأوروبية كقاعدة لتجارة المخدرات وألماس وغسل الأرباح. وفي عام 2018، صنفت وزارة الخارجية الأمريكية حزب الله ضمن أكبر خمس منظمات إجرامية عالمية.
وقالت إدارة مكافحة المخدرات الأمريكية إنها كشفت عن شبكة دولية لتهريب المخدرات تقدر بملايين الدولارات تربط حزب الله، وبعض الميليشيات اللبنانية، بعصابات المخدرات في أمريكا اللاتينية. وقالت إنه تم بفضل هذه العلاقات تهريب كميات كبيرة من الكوكايين إلى أسواق المخدرات الأوروبية والأمريكية.
وجاء في بيان أصدرته الوكالة أن أعضاء من الميليشيات اللبنانية ألقي القبض عليهم من قبل إدارة مكافحة المخدرات للاشتباه في استغلالهم لأموال بيع الكوكايين في الولايات المتحدة وأوروبا لشراء أسلحة في سوريا. وقالت إن من بين المعتقلين قادة الخلية الأوروبية للشبكة، الذين تم القبض عليهم. ومن بينهم محمد نور الدين، الذي تتهمه إدارة مكافحة المخدرات بأنه مغسل أموال لبناني لصالح الذراع المالية لحزب الله.
وفي نيسان/أبريل 2023، نُشرت دراسة أجراها باحثان حول تدخل حزب الله في تجارة المخدرات العالمية. وبحسب الدراسة، لعب حزب الله دوراً بارزاً في الاتجار الدولي بالمخدرات على مر السنين. تعاون حزب الله مع كارتل أميركا الجنوبية في تهريب المخدرات داخل الحدود الثلاثية (حيث تلتقي حدود البرازيل والأرجنتين وباراغواي) والتي تم إنتاجها على طول الحدود السورية اللبنانية.
في 12 مايو 2023، نفى الأمين العام لحزب الله حسن نصر الله تورط المنظمة في الاتجار الدولي بالمخدرات. وبالإضافة إلى ذلك، ادعى أن حزب الله ساعد السلطات اللبنانية في التعامل مع تجار المخدرات المحليين.
وبحسب ورقة معلومات CSAG 2023، وعلى النقيض من إنكار حزب الله لتهريب المخدرات، أصبح حزب الله منتجًا ومستوردًا ومصدرًا رائدًا للمخدرات في جميع أنحاء العالم. وقال إيمانويل أوتولنجي، أحد كبار الباحثين في مؤسسة الدفاع عن الديمقراطيات: "على مدى العقود الماضية، بنى حزب الله آلة جيدة التجهيز لغسل الأموال والاتجار بالمخدرات تقدر بمليارات الدولارات في أميركا اللاتينية، وتعمل على تنظيف المكاسب غير المشروعة التي حققتها الجريمة المنظمة من خلال نقاط طريق متعددة في نصف الكرة الغربي وغرب أفريقيا وأوروبا والشرق الأوسط. وكما يظهر تصنيف وزارة المالية الأميركية لعائلة عقيل، فإن الشبكات المتورطة في هذه القضية هي جزء من الإرهاب وجزء من الجريمة".